# Brachystelma buchananii
Brachystelma buchananii är en oleanderväxtart som beskrevs av Nicholas Edward Brown. Brachystelma buchananii ingår i släktet Brachystelma och familjen oleanderväxter. Inga underarter finns listade i Catalogue of Life.